# William Bøving
William Bøving Wick (født 1. marts 2003) er en dansk fodboldspiller, der spiller for den østrigske fodboldklub Sturm Graz. William Bøving spiller tillige for det danske U/21-ungdomslandshold. Han har tidligere spillet for F.C. København.
På ungdomslandsholdene spiller Bøving angriber, men i sine kampe på FCK’s førstehold blev han været brugt på kanten.

## Klubkarriere

### FCK
Bøving deltog som ungdomsspiller på FCK's førsteholds vintertræningslejr i vinterpausen 2019/20 og fik spilletid i alle træningskampene. Han blev første gang udtaget til FCK’s førsteholdstrup til en superligakamp mod Silkeborg IF den 23. februar 2020, men kom ikke på banen. Han fik sin officielle debut i pokalnederlaget til AaB den 4. marts 2020, hvor han med fem minutter igen blev skiftet ind for Michael Santos og fik efter coronapausen igen spilletid i FCK's 0-1 nederlag mod Manchester United i Europa League-kvartfinalen den 10. august 2020. Han debuterede for FCK i Superligaen den 3. februar 2021, da han blev skiftet ind i 85. minut i FCK's sejr over Aab. Han var i sæsonen 20/21 tilknyttet klubbens ungdomsafdeling, men blev officielt en del af førsteholdstruppen fra sommeren 2021. 
Bøving opnåede i alt 44 kampe for FCK, heraf 12 kampe i europæiske turneringer, og blev noteret for i alt 5 mål.

### Sturm Graz
Den 30. august 2022 blev det offentliggjort, at Bøving skiftede til østrigske Sturm Graz.
Allerede i oktober 2022 gjorde Bøving sig særligt bemærket ved Europa League-kamp mod Lazio, hvor han scorede to mål for Sturm Graz. Kampen endte 2-2.

## Landsholdskarriere
Han fik debut på U/16-landsholdet den 27. september 2018 og på U/17-landsholdet den 4. august 2019. I 2020 spillede han på U/18 og U/19 landsholdene og i 2021-22 på U/20 og U/21-holdene.